# Parangipettai
Parangipettai es una ciudad y nagar Panchayat situada en el distrito de Cuddalore en el estado de Tamil Nadu (India). Su población es de 25541 habitantes (2011). Se encuentra en la desembocadura del río Vellar, a 32 km de Cuddalore y a 208 km de Chennai.

## Demografía
Según el censo de 2011 la población de Parangipettai era de 25541 habitantes, de los cuales 12733 eran hombres y 12808 eran mujeres. Parangipettai tiene una tasa media de alfabetización del 88,15%, superior a la media estatal del 80,09%: la alfabetización masculina es del 92,77%, y la alfabetización femenina del 83,65%.